# 蔡若蓮
蔡若蓮，JP（1966年9月29日—），香港教育家兼教育界人士，現任教育局局長，曾任教聯會前副主席、福建中學前校長以及教育局前副局長。

## 簡歷
蔡若蓮1966年出生於香港，曾分別在1979年和1985年畢業於勞工子弟中學（小學部）和宣道中學（中六、九龍城舊校）。其後畢業於香港浸會大學，主修中國語言及文學。此後多年來不斷進修，先後完成多個高級學位課程，包括：香港中文大學教育博士、語言學碩士、教育學碩士、香港浸會大學中國語言及文學科文學碩士及教育文憑等。她為前任香港教育工作者聯會副主席，曾分別任教中學、小學及大學語文課程，前職是福建中學前校長。2016年9月，她曾經出選2016年香港立法會選舉（教育界功能界別）以及與但未能當選。她亦曾擔任香港青年事務委員會委員、基本法推廣督導委員會委員、一連聯同的撲滅罪行委員會委員等公職，同時為香港教師夢想基金主席、優秀教師選舉委員會召集人和聯合國兒童基金會推廣及公共關係委員會委員、中國內地多所大學客座教授、學術顧問，以及西部人才支援計劃義工等。
蔡若蓮從事教育工作20多年，包括執教過博允英文中學及新法書院逾十年，也曾擔任成人夜小學教師，河北師範大學、西華師範大學、山東曲阜師範大學孔子研究學院客座教授。其後投身教育局，先後擔任高級課程發展主任及高級學校發展主任，負責校本課程及語文教學支援工作， 曾推動中國內地專家駐校全校參與推普，組織學生口語才藝活動、香港文學散步，落實初中融辯入教計劃、支援非華語學童中文學習等。後來，蔡若蓮在2013年9月到福建中學（小西灣）接任校長一職。
她在業餘時間參與教聯會工作，擔任副主席，期間推動教師專業發展工作，並於2005年為會開拓了「優秀教師選舉」，又成立「幼師薪酬關注組」，並擔任召集人。她亦在信報、大公報及晴報撰文回應各項教育議題。

### 成立香港教師夢想基金
2015年，蔡若蓮聯同一班香港教育界人士成立了教師夢想基金，並擔任基金主席。她接受傳媒訪問時表示，教師的工作量繁重，加上教改、縮班殺校的壓力，令其失去追尋夢想的動力。為此，她發起成立教師夢想基金，旨在以撥款及專業意見支持教師實現夢想，發放正能量，並成為年輕一代的榜樣，將勇於逐夢的精神承傳下去。

### 參選立法會並落選
2016年6月26日，蔡若蓮召開記者會，以獨立身份正式宣布參選2016年香港立法會選舉教育界功能界別。她以「抉擇」作為競選口號，在競選宣言中批評時任教育局局長吳克儉尸位素餐，又指責時任教育界立法會議員葉建源「喊口號就聲嘶力竭，講實幹就一事無成」。蔡若蓮在電台選舉論壇中，對手批評她的教聯會副主席的身份。她解釋因不希望受團體意見影響，所以自己用獨立身份參選，又承諾假如教聯會與前線教師立場有異，將會跟從後者。她又批評葉建源自己也是教聯會永久會員，卻從沒提起，又經常與政黨連結。
其後，蔡若蓮校長同教育局官員等人選舉主任就競選活動涉違法發警告信，並將轉交其個案予警方跟進。她回覆傳媒查詢時，表示尊重選管會的決定並感謝提醒，形容自己對選舉不熟悉，過程中「有好多無心之失」，是「技術上甩漏」。最後，蔡若蓮得票為18158票，未能成功當選。

### 參選選舉委員會並落選
2016年11月，蔡若蓮與另外3名中、小學及幼稚園校長組成4人團隊「FORESEE」參加於12月舉行的選舉委員會界別分組選舉的教育界界別分組。最終她獲7,827票，得票率約23%，雖然未能當選，但成為該界別中建制派得票第二高者。

### 獲委任為教育局副局長
2017年6月21日，有消息透露蔡若蓮可能會獲委任為香港特別行政區第五屆政府的教育局副局長。恒生管理學院校長何順文表示，暨出任教育局局長楊潤雄是公務員班子出身，若副局長人選應具備前線教育工作者的經驗，如管理中、小學的經驗，可互補不足，而且目前教育界的「救火」議題多集中於中小幼界，相信副局長若有相關經驗會較理想。他指，蔡若蓮中學校長出身，而中學是小學之後，也是大學之前，是優勢，有助處理中學教師編制問題，亦熟悉學生銜接大學事宜，「好難找一個幼稚園、中學、大學都做過」。至於蔡若蓮的親中背景會否令業界反感，何認為蔡有自己的政治信念，但亦有專業考慮，「政治不會與教育掛鈎，要分得好清楚」。教協葉建源則指，對任命蔡若蓮感到失望，他指蔡若蓮早前參選立法會教育界功能組別得票不足三成落敗，顯示她沒有民意授權。
有逾萬人在網上聯署反對蔡若蓮出任教育局副局長，他們的聲明批評，蔡若蓮曾落敗立法會選舉，政府委任她為問責官員的話，「是對選民的公然侮辱，必須即時制止」。相反，有網民發起「全民家長撐蔡若蓮校長出任副教育局長，救救我們的學子」的聯署。聯署指出，蔡是真正出心出力的教育工作者，以學生利益放首位，從不將教育政治化，希望蔡若蓮出任教育副局長。此外，「時聞香港」、香港政研會等12個關注社會團體亦發起「支持蔡若蓮校長出任副教育局長」網上聯署，截至7月23日晚上10時，共獲得26,254個簽署，在剔除7,200多個涉重複或無效的簽署，確認有19,027個有效聯署。發言人指出，蔡若蓮深獲市民支持，期望行政長官林鄭月娥順應民意委任蔡若蓮，讓專業且有熱誠的教育工作者參與制訂教育政策，「為教育撥亂反正，教育重歸教育。」
不過，蔡若蓮上任首日，就被指在社交網站封鎖力主反對她擔任教育局副局長的港語學召集人陳樂行，及於被揭發當日旋即刪除社交網站帖文。港語學曾於蔡若蓮任命公布前，指控蔡若蓮曾失言稱廣東話為「一種不是法定語言」的方言，不適合擔任教育局職位。陳樂行更以截圖佐證，指出前任教育局局長吳克儉亦未有封鎖他，稱蔡若蓮所說上任後會虛心聆聽意見為謊言。教育局發言人則回應，是因為蔡若蓮會設立一個公開的社交帳戶，原有的個人帳戶只是與親友作生活交流之用。

### 獲委任為教育局局長
2022年6月，蔡若蓮被委任為教育局局長，接替調任至文化體育及旅遊局的楊潤雄。她於2022年7月1日正式就任教育局局長。

## 相關事件

### 長子自殺墮樓身亡
2017年9月7日，蔡若蓮罹患抑鬱症的25歲長子潘匡仁，於11時許在九龍站上蓋豪宅擎天半島一躍而下，並倒臥在9樓平台位置，保安見狀急忙報警，消防員接報到場將他救下，救護員趕至施救並將他送院，惜告不治，得年25歲。蔡若蓮下午在急症室見兒子最後一面後，在親友陪同下從後門乘私家車離去，期間她雙眼通紅，雙手合十，未有回應大批記者提問。

### 教大學生張貼標語譏諷蔡若蓮喪子
蔡若蓮長子在9月7日中午自殺身亡後，於同日下午，香港教育大學的民主牆有兩名男子張貼「恭喜蔡匪若蓮之子魂歸西天」的冒犯性標語，此舉隨即引起香港社會各界高度關注並引發香港教育大學涼薄大字報事件，行政長官林鄭月娥予以強烈譴責，又因為教大洩露閉路電視片段而軒然大波。教大校方於事發後曾稱張貼者身份不明，又以保護張貼身份為由拒絕報警。校方自行調查三個月後證實是教大校內學生所為。教大校方宣稱該兩名學生不是主修教育學科，認為他們不會成為老師。

### 城大民主牆被身份不明人士張貼冒犯標語
9月8日深夜，香港城市大學的保安員發現有三名男女在校內民主牆貼出有關「恭喜」蔡若蓮喪子的字句，當保安員查問時未能出示證件並逃離現場，城大於是報警求助。城大指有關標語並沒有填寫學生姓名及編號，現階段沒有證據顯示張貼者與城大有關，城大稱會配合警方調查。後來有傳媒報導其中一名疑為暱稱「肥蔡」的人士，他曾經就讀城市大學專上學院公共行政學系副學士課程，此人士聲稱不知自己犯了哪條法例，更揚言請找警察把他拘捕，城大校方則未有確認有關人士的身份，強調事件已交由警方調查。

### 長子設靈及出殯
潘匡仁於9月25日在世界殯儀館設靈，喪禮以基督新教儀式進行，署理行政長官張建宗及律政司司長袁國強等官員都有到靈堂弔唁。9月26日上午11時，蔡若蓮的次子捧着潘匡仁的遺照出殯，蔡若蓮須要丈夫攙扶，遺體由靈車運送到和合石火葬場舉行火葬儀式。

## 著作
- . 香港教育圖書公司. 2015年. ISBN 9789882363281.

### 學術論文
- . 《河北師範大學學報 (教育科學版)》. 2000-09 （中文）.
- . 《河北師範大學學報 (哲學社會科學版)》. 2001-01 （中文）.
- . 《河北師範大學學報 (教育科學版)》. 2001-07, 3 (3) （中文）.
- 《影響敎師參與課程改革的因素：以中文科新課程試行計劃為例的質性硏究》(與周健、黃顯華合著)，學校教育改革系列之7，2002年，香港中文大學敎育學院：香港中文大學香港敎育硏究所。
- 〈孔子論詩〉，2003年。
- 〈從現代敍事學角度看《國風》中棄婦詩的敍事特點〉，《第六屆詩經國際學術研討會論文集》，2004年。
- 〈永恆的追尋——《蒹葭》詩旨探微〉，2008年。

## 外部連結
- 教育局局長蔡若蓮於香港政府一站通網頁的介紹 （页面存档备份，存于）
- 蔡若蓮的Facebook專頁

| 官衔          | 官衔                                     | 官衔          |
| ------------- | ---------------------------------------- | ------------- |
| 前任： 楊潤雄 | 教育局局長 2022年7月1日－                | 現任          |
| 前任： 楊潤雄 | 教育局副局長 2017年8月2日－2022年6月30日 | 繼任： 施俊輝 |